# Лос Мочис
Лос Мочис (на испански: Los Mochis) е град в щата Синалоа, Мексико. Лос Мочис е с население от 231 977 жители (2005 г.) и се намира на 10 м н.в. Основан е през 1893 г. Лос Мочис е побратимен с град Санта Роза в щата Калифорния, САЩ.